# Johann Martin Miller
Johann Martin Miller (Ulm, 1750. december 3. – Ulm, 1814. június 21.) német teológus, költő és író.

## Pályája
Göttingenben teológiát tanult 1770 óta és tagja volt az ottani költőkörnek, mely főleg dal- és balladaköltészetére kedvező befolyással volt. Fő műve Siegwart című regénye (1776), Goethe Wertherjének (1774) leghatásosabb utánzása, mely rendkívüli népszerüséget nyert, pedig tele van hamis érzelgősséggel (magyarra fordította Barczafalvi Szabó Dávid, 1786; Kazinczy Ferenc is lefordította Szevári címen, de megsemmisítette e művét). Nem különbek többi regényei sem. Jobbak és igazabbak költeményei (Gedichte, 1783), melyek részben a népköltészet szellemében és alakjában írva, jól eltalálják a népdal üde hangját és sokáig (egy-két darab máig) túlélték Miller regényeit. Meghalt mint székesegyházi lelkész és hitszónok. Életét megírta Kraeger (1893); érdekesen jellemzi Erich Schmidt (Charakteristiken, 1886, 178-198. old.).

## Magyarul
- Szigvárt klasstromi története, 1-2.; ford. Barczafalvi Szabó Dávid; Landerer Ny., Pozsony, 1787